# Tihomir Kostadinov
Tihomir Kostadinov (mazedonisch: Тихомир Костадинов; * 4. März 1996 in Valandovo) ist ein nordmazedonischer Fußballspieler, der in der Ekstraklasa für den Verein Piast Gliwice und die nordmazedonische Nationalmannschaft als Mittelfeldspieler aktiv ist.

## Vereinskarriere

### Moravac
Kostadinov gab sein Profidebüt im benachbarten Serbien bei Moravac Mrštane in der Prva Liga 2014/15, der zweiten serbischen Liga.

### FC Zlaté Moravce
Kostadinov debütierte in der Fortuna Liga für Zlaté Moravce bei der 1:2-Niederlage gegen Spartak Myjava am 16. Juli 2016 und stand dabei direkt in der Startelf.

### Piast Gliwice
Am 23. Dezember 2021 wechselte Kostadinov zum polnischen Verein Piast Gliwice und unterschrieb einen Vertrag über dreieinhalb Jahre. Am 9. April 2022 erlitt er beim 1:0-Heimsieg gegen Górnik Łęczna einen Kreuzbandriss im rechten Knie. Am 24. November 2023 kam er beim torlosen Remis gegen Jagiellonia Białystok zu seinem ersten Einsatz nach der Verletzung.

## Internationale Karriere
Sein Debüt in der Nationalmannschaft von Nordmazedonien gab er im November 2019 im EM-Qualifikationsspiel gegen Österreich.